# Jackson Robert Scott
Jackson Robert Scott (Phoenix, 18 de setembro de 2008) é um ator americano.  Conhecido por interpretar Georgie Denbrough nos filmes It e o It Chapter Two, ambos baseados em Stephen King. 
O ator é protagonista da série Locke & Key, interpretando o personagem Bode Locke. 
Ele tambem participou do filme Jesus Revolution como o personagem Greg Laurie do filme de cristão e drama de 2023.

## Filmografia

### Filmes
| Ano  | Título         | Papel             | Notas                                          |
| ---- | -------------- | ----------------- | ---------------------------------------------- |
| 2017 | It             | Georgie Denbrough |                                                |
| 2018 | Skin           | Troy              | Oscar de melhor curta metragem de ação ao vivo |
| 2019 | The Prodigy    | Miles Blume       |                                                |
| 2019 | It Chapter Two | Georgie Denbrough |                                                |
| 2020 | Gossamer Folds | Tate Millikin     |                                                |
| 2020 | Rising         | Luke              | Pós-produção, curta metragem                   |

### Televisão
| Ano  | Título                | Papel           | Notas                    |
| ---- | --------------------- | --------------- | ------------------------ |
| 2015 | Criminal Minds        | Cole Vasquez    | Episodio: "Fora da lei " |
| 2017 | Fear the Walking Dead | Young Troy Otto | Episodio: "TEOTWAWKI"    |
| 2020 | Locke & Key           | Bode Locke      | Principal                |